# フィーバーはっちん
フィーバーはっちんは、2001年10月にSANKYOが発売した、蜂の巣をイメージした、マス目の数が変わる「蜂の巣リール」を搭載しているパチンコ機のシリーズ名。
CRフィーバーはっちんSPとCRフィーバーはっちんGPとフィーバーはっちんDXの3機種がある。

## 概要
液晶型のデジパチ。通常は7マス3ラインでリーチ発生となるが、リーチ演出中にラインチェンジが起こると8マス3ラインに早変わりする。有効ラインに図柄が揃えば大当たりとなる。
CR機2種類と、現金機1種類の3タイプが発売された。CR機は確変搭載タイプで、現金機は大当たり終了後に時短に突入するタイプである。
5種類ある大当たり図柄のうち、7図柄で大当たりの場合は確変に突入する。他の図柄で大当たりの場合は、再抽選アクションで確変に昇格することがある。

登場するキャラクターは、演出中にメインで活躍する「はっちん」と「ハニーちゃん」以外に、予告アクションで期待度を示唆する役割を担っている仲間と、いたずらっ子の兄弟蜂がいる。
変動開始後に、画面内でみの虫の「モン太」や、かたつむりの「カーくん」に変化があった時、兄弟蜂の「コジロー&テラっち」が登場した場合はチャンスとなる。

## スペック
- CRフィーバーはっちんSP
  - 賞球数 5&12&15
  - 大当たり最高継続 15R（10カウント）
  - 大当たり確率 1/315.5
  - 確変中大当たり確率　1/63.1
  - 確変突入率　1/2
  - 確変期間　10000回転まで/リミッターなし
- CRフィーバーはっちんGP
  - 賞球数 5&12&15
  - 大当たり最高継続 15R（9カウント）
  - 大当たり確率 1/315.5
  - 確変中大当たり確率　1/63.1
  - 確変突入率　1/2
  - 確変期間　10000回転まで/リミッターなし
- フィーバーはっちんDX
  - 賞球数 5&10&13
  - 大当たり最高継続 16R（10カウント）
  - 大当たり確率 1/219.5
  - 時短回数

スーパーフィーバー　100回
ノーマルフィーバー　50回

## 図柄
- ブドウ
- チェリー
- リンゴ
- はちみつ
- 7

## 演出
予告アクション

主な予告アクションは3種類で、複合した場合はチャンスアップとなる。

リーチ発生時のキャラのセリフや、回転中のキャラの動きも変わることがあり、発生すればチャンスとなる。

図柄テンパイ時に「リーチ」ではなく「のーじるー」と言うパターンと、リーチ発生時の図柄停止後に「およっ？」と言うパターンはチャンスパターンである。

- ズームチャンス

画面が突然ズームアウトし、「森」「街」「宇宙」のいずれかの舞台が映し出される。宇宙が映し出された場合は大当たり期待度も高く、大チャンスとなる。
- フラッシュ予告

中央のマス目のみが光る「センターフラッシュ」と、ライン上に揃った状態で回る「旋回フラッシュ」がある。
発生すればリーチ発展の期待が高まる。
- ハチ群予告

仲良く輪になって手をつないだハチ群が、画面を横切る。発生すれば期待大の演出である。
リーチアクション

- ノーマルリーチ

リーチはシングルライン･ダブルライン･トリプルラインの3種類で、ラインが増えるパターンのほうが期待度もアップする。
- ラインチェンジ

7マス3ラインから8マス3ラインに早変わりする。ノーマル以外にも、ドレミファリーチや2チャンスリーチで発生することがある。
- ドレミファリーチ

ドレミの音階に合わせて、はっちんがパンチで出目を進める。下方向にラインチェンジすると女王さまが登場し、期待度も上昇する。
- 2チャンスリーチ

はっちんとハニーちゃんが力を合わせて一緒に大当たりを狙う。ダブルラインのリーチで、チャンスは2回ある。
- スペースリーチ

はっちん操るスペーストレインが図柄を運ぶ演出。大当たり図柄が行ったり来たりを繰り返す。
- てんとう虫チャンス

マス目全てにてんとう虫が停止するオールてんとう虫から発展。てんとう虫が飛び立てばオールセブンで大当たりする。
- めちゃラキリーチ

中段ラインにつぼみが揃うと発展。可愛い妖精がが登場し、大当たりの花を咲かせてくれる。
- プレミアムリーチ

ズームチャンス中の街からカウントダウンが始まり、ビルが空に打ち上げられたら大当たり確定の全回転アクションへ発展する。
オールセブンが揃うプレミアムアクションである。
はっちんチャンス

大当たり後の再抽選アクションで、図柄がオールセブンに変われば確変に突入する。

DXの場合は、はっちんチャンスでオールセブンになるとスーパーフィーバーとなり100回転の時短に突入する。ノーマルフィーバーの場合は50回転の時短に突入する。